# Royal Rumble (2009)

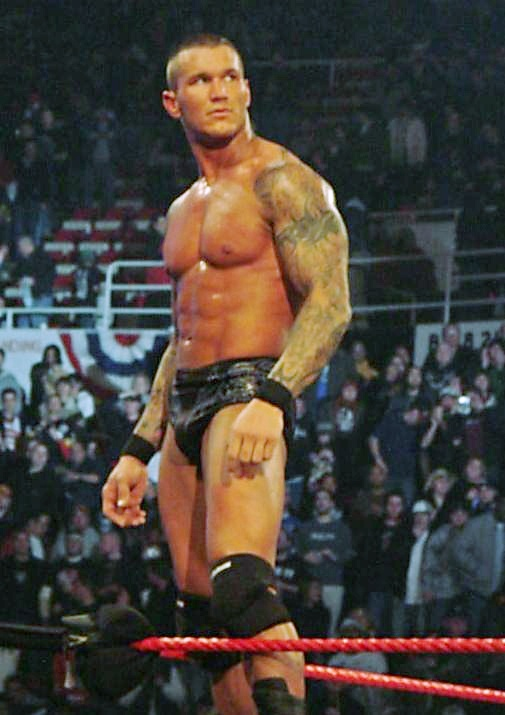
Orton Royal Rumble 2009

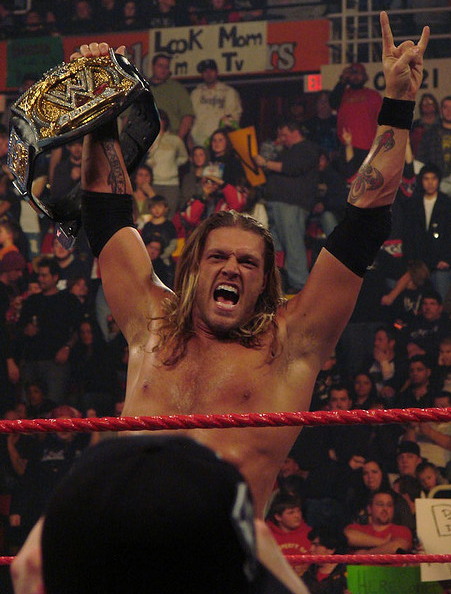
Edge Raises WWE Title

Royal Rumble 2009 a fost a 29-a ediție a Royal Rumble, un eveniment pay-per-view de wrestling profesionist, produs de World Wrestling Entertainment. A avut loc pe data de 25 ianuarie 2009, de pe Joe Louis Arena din Detroit, Michigan. Tema oficială a fost "let it Rock" de Kevin Rudolf.

## Rezultate
- Dark Match: Jimmy Wang Yang l-a învins pe Paul Burchill
  - Wang Yang l-a numarat pe Burchill.
- Jack Swagger l-a învins pe Matt Hardy păstrându-și campionatul ECW Championship (15:25)
  - Swagger l-a învins pe Matt după un "Swagger Bomb".
- Melina a învins-o Beth Phoenix câștigând campionatul Women's Championship (6:02)
  - Melina a numărato pe Beth cu un "Roll-Up".
- John Cena l-a învins pe John Bradshaw Layfield (cu Shawn Michaels) păstrându-și campionatul WWE World Heavyweight Championship (15:31) 
  - Cena l-a numărat pe JBL după un "Attitude Adjustment".
  - În timpul luptei, Shawn Michaels a intervenit, atacândui pe ambi cu un "Sweet Chin Music".
- Edge l-a învins Jeff Hardy într-un No Desqualification Match câștigand campionatul WWE Championship (23:24)
  - Edge l-a numărat pe Jeff după o lovitură cu un scaun din partea lui Matt Hardy.
  - Inițial, lupta se aștepta să fie o luptă normală, dar înainte de intrarea lui Edge, Vickie Guerrero a schimbat luptă într-un DQ Desqualification Match.
  - În timpul luptei Chavo Guerrero si Vickie Guerrero a-u intervenit în favoarea lui Edge.
  - Ca urmare, Matt a devenit heel.
- Randy Orton a castigat meciul Royal Rumble 2009 (58:39)
  - Orton l-a eliminat în sfârșit pe Triple H câștigând meciul